# Adoção de mercado do Mozilla Firefox
Desde o lançamento, em 2004, a adoção de mercado do Mozilla Firefox aumentou rapidamente. Atualmente o Firefox é o quarto navegador mais usado em todo o mundo.

## Partes de mercado

Share de uso do Firefox através do tempo

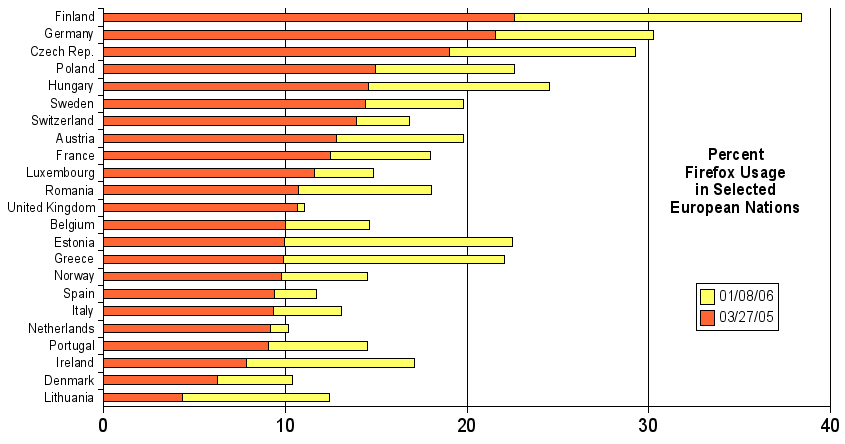
Utilização do Firefox na Europa de 27 de março de 2005 a 8 de janeiro de 2006

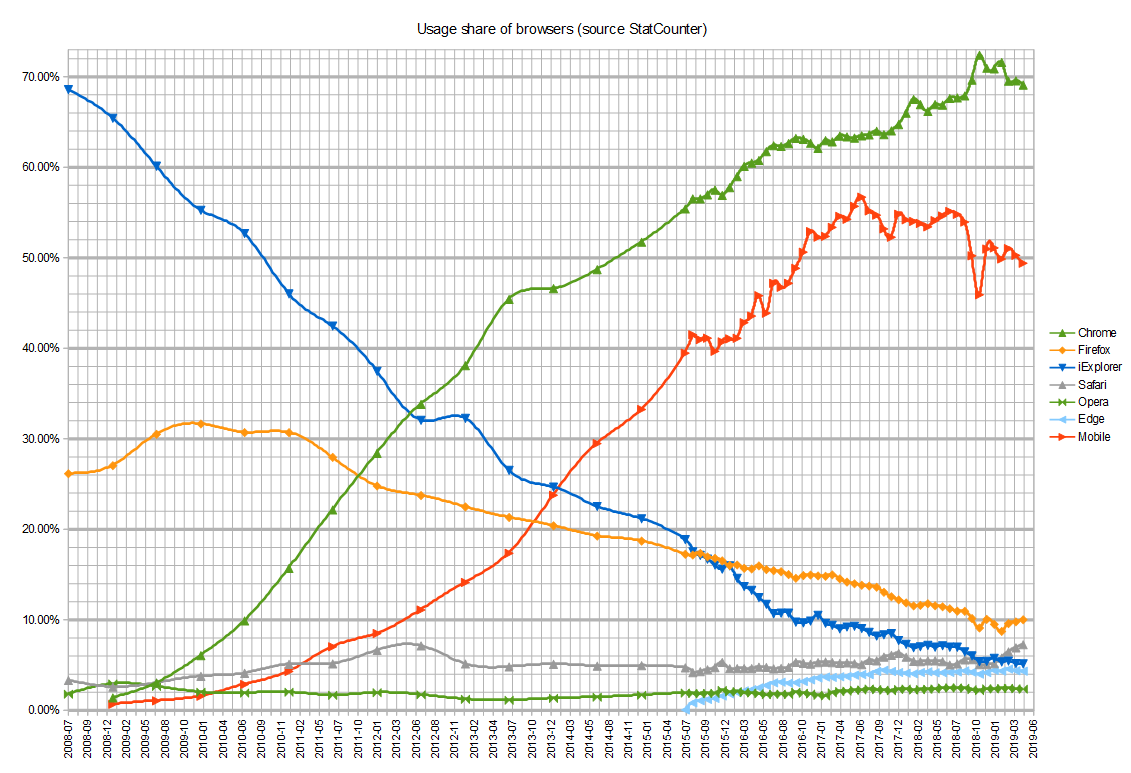
Adoção dos navegadores de acordo com a StatCounter.

Usuários adotaram o Firefox rapidamente, apesar da disponibilidade do Internet Explorer em todo PC que rode o Windows. O índice de usuários do Internet Explorer vem sofrendo um constante declínio desde o lançamento da primeira versão do Firefox. De acordo com diversas fontes, em julho de 2006, o Firefox detinha 12% de quota de mercado mundial, e em janeiro de 2007, esta quota de mercado estava por volta de 14%. Em novembro de 2009, esta quota de mercado estava por volta de 32%.
De acordo com uma pesquisa disponibilizada em 18 de julho de 2007 pela empresa francesa XiTi, a Europa é o continente onde se encontra a segunda maior porcentagem de uso do Firefox, com uma média de 27,8% contra 28,9% da Oceania. O país europeu onde a utilização é maior é a Eslovênia com 47,9%, seguida pela Finlândia com 45,4% e pela Eslováquia com 40,4%.

## Quantidade de downloads
Desde o lançamento em novembro de 2004, o Firefox tem mantido uma taxa crescente de downloads. Nenhum outro produto da Mozilla Foundation alcançou tamanho sucesso.
| Data                    | Número de dias | Downloads (em milhões) |
| ----------------------- | -------------- | ---------------------- |
| 10 de novembro de 2004  | 1              | 1                      |
| 16 de fevereiro de 2005 | 99             | 25                     |
| 29 de abril de 2005     | 171            | 50                     |
| 26 de julho de 2005     | 259            | 75                     |
| 19 de Outubro de 2005   | 344            | 100                    |
| 3 de março de 2006      | 479            | 150                    |
| 31 de julho de 2006     | 629            | 200                    |
| 11 de novembro de 2006  | 732            | 250                    |
| 12 de fevereiro de 2007 | 825            | 300                    |
| 8 de outubro de 2007    | 1032           | 400                    |
| 22 de fevereiro de 2008 | 1199           | 500                    |
| 3 de novembro de 2008   | 1464           | 700                    |

### Downloads por versão
| Data                    | Número de dias | Downloads (em milhões) |
| ----------------------- | -------------- | ---------------------- |
| 10 de novembro de 2004  | 1              | 1                      |
| 16 de fevereiro de 2005 | 99             | 25                     |
| 29 de abril de 2005     | 171            | 50                     |
| 26 de julho de 2005     | 259            | 75                     |
| 19 de Outubro de 2005   | 344            | 100                    |

| Data                   | Número de dias | Downloads (em milhões) |
| ---------------------- | -------------- | ---------------------- |
| 30 de novembro de 2005 | 1,5            | 2                      |
| 26 de janeiro de 2006  | 58             | 20                     |

| Data                   | Número de dias | Downloads (em milhões) |
| ---------------------- | -------------- | ---------------------- |
| 30 de novembro de 2005 | 1              | 2                      |

## Adoção da indústria
Desde o estágio pré-1.0, diversos websites e aplicações web, inclusive o Gmail, suportaram (e em alguns casos, requeriam) o uso do Mozilla Firefox. Desde 30 de março de 2005, o Google adotou em sua busca o recurso link prefetching do Firefox para acelerar a busca. O Google também recomenda o uso do Firefox para seu serviço de blog Blogger. Em 18 de maio de 2005, o eBay anuncia que agora seu eBay Picture Manager passa a ser suportado no Firefox. Em 2006, a Microsoft disponibiliza um plugin Windows Genuine Advantage para o Firefox.
Buscadores como o Google e o Yahoo! passaram a desenvolver extensões, como o Google Toolbar, para o Firefox para acessar seus serviços, em adição aos add-ons já existentes para o Internet Explorer. O Google já criou cinco extensões para o navegador, reafirmando o interesse da companhia no Firefox